# الإنجيليون الأربعة

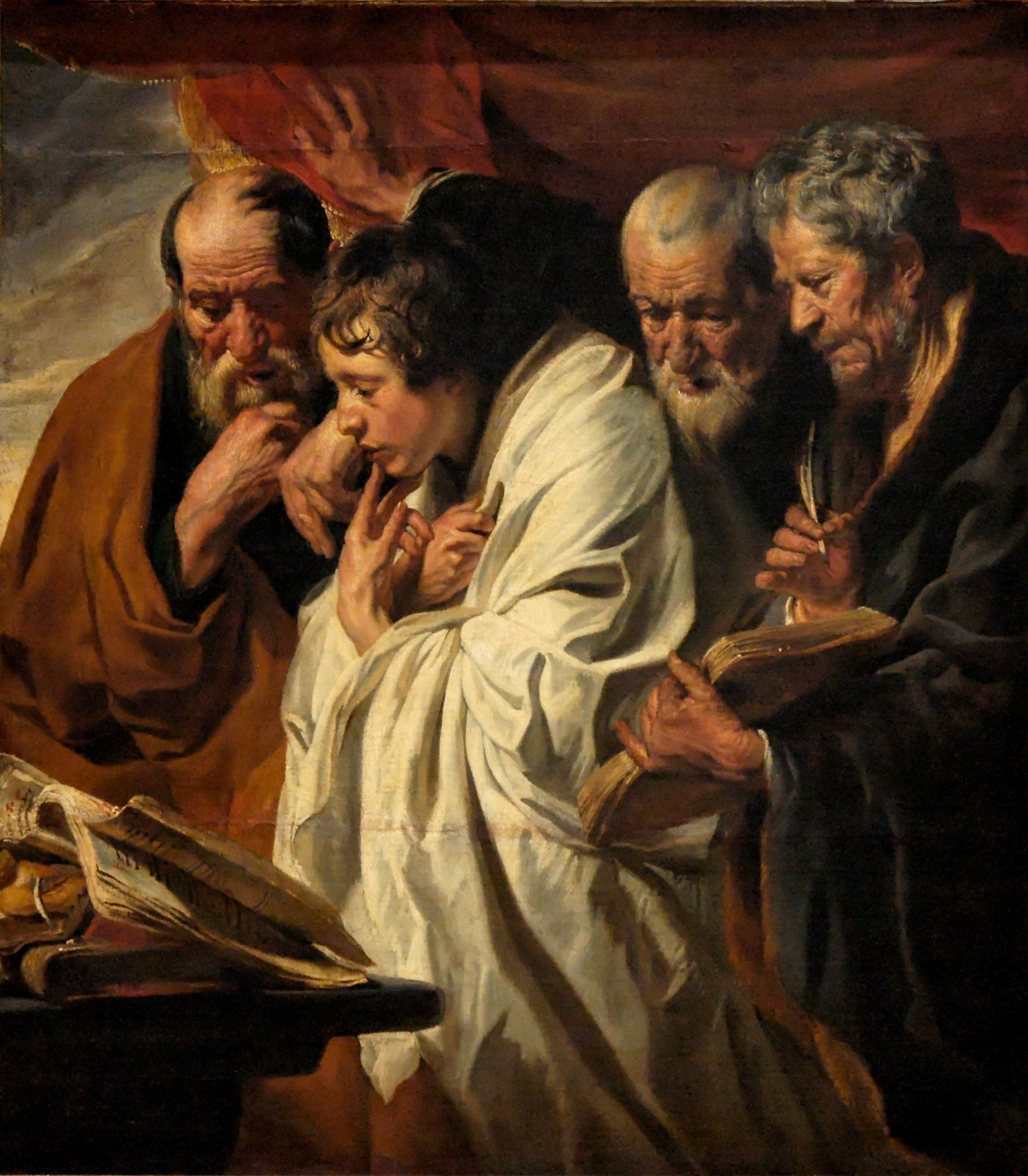
الإنجيليون الاربعة

كاتبوا الأناجيل أو كتبة الأناجيل الأربعة اشترك في كتابة الاناجيل أربعة تلاميذ من تلاميذ ورسل يسوع.
- إنجيل متى : فمتّى وجّه خطابه إلى اليهود فتحدث إليهم بأسلوب يفهمه اليهودي، ولذلك استشهد إنجيل متى بكثير من آيات التوراة التي يعرفها اليهود، والتي تنبأت عن المسيح كي يدرك اليهودي بأن هذا هو المسيح المنتظر الذي كتب عنه أنبياؤهم، وهذا شجع أعداداً لا تحصى من اليهود فاستجابوا للدعوة وآمنوا بالمسيح، وانسلخوا عن جسم يهوديتهم، وعاشوا مسيحيين.[1][2]
- إنجيل مرقس : فكُتِبَ بلهجةٍ وأسلوبٍ يفهمه الروماني، والرومان حينها كانوا ولاة العالم وهم وثنيون، اضطهدوا المسيحية وقاوموها في بداياتها، فقبلت الكنيسة المسيحية التحدي بصبرٍ وإيمانٍ ومثابرة إلى أن دخل الرومان في المسيحية.
- إنجيل لوقا: كتبه لوقا، وهو طبيب يوناني آمن بيسوع وتكرس لخدمته، فكتب الإنجيل المسمى بإسمه، بلغة ولهجةٍ وأسلوبٍ يستسيغه اليونانيون، فصار اليونانيون فيما بعد من أول الشعوب التي دخلت المسيحية.
- إنجيل يوحنا: كتبه يوحنا بن زبدي الملقب بيوحنا اللاهوتي يخاطب به المسيحيين أنفسهم لتقوية إيمانهم. ويوحنا هذا هو أحد تلاميذ يسوع الذين لازموه كل الوقت، وكان يوحنا من أقرب التلاميذ للمسيح، وهو الوحيد بين رسل يسوع الذي لم يمت استشهاداً، بل مات منفياً في جزيرة بطمس في الأرخبيل اليوناني، ومات شيخاً متقدماً في السن في حوالي العام المئة الميلادي، وفي آخر حياته أوحي إليه بـ سفر الرؤيا آخر أسفار الإنجيل.

فخلاصة القول بخصوص الأناجيل الأربعة، أنها إنجيل واحد في بشائر أربع. فهذه الأناجيل الصغيرة منسجمة مع بعضها ومكمّلة لبعضها البعض، وتشكل أربعة شهادات لأقوال يسوع وتعاليمه ومعجزاته وصلبه، وآلامه وموته وقيامته حسب المعتقدات المسيحية.